# Eidesvik Offshore
Eidesvik Offshore ASA ist eine börsennotierte norwegische Spezialreederei.

## Unternehmen
Das 1996 von Kristian Eidesvik gegründete Unternehmen für Dienste im Offshore-Bereich mit Spezialschiffen ist in Bømlo in der Provinz Vestland, Norwegen, beheimatet. Seit 2004 ist die Reederei unter der Kennung EIOF an der Osloer Börse notiert. Zwei Drittel der Aktien befinden sich im Besitz des Firmengründers. Mit einem Personalbestand von 625 Mitarbeitern erwirtschaftet das Unternehmen einen Jahresumsatz von 856 Millionen Kronen (rund Hundert Millionen Euro, Werte aus 2006).
Eidesvik nimmt am Projekt FellowSHIP teil, das unter der Kooperation von DNV, Wärtsilä und MTU den Einsatz von Brennstoffzellen zur Energieversorgung auf nichtmilitärischen Schiffen erprobt. Im Rahmen dieses Projekts wurde am 8. September 2009 die Viking Lady als weltweit erstes ziviles Schiff mit einer Brennstoffzelle zur Energieversorgung ausgestattet.

## Schiffe
Eidesvik betreibt eine Flotte an Spezialschiffen. Die Schiffe sind weltweit im Einsatz, vorwiegend in Regionen, die für die Offshore-Erdölförderung von Bedeutung sind.
Zur Versorgung von Bohrinseln unterhält Eidesvik die Versorgungsschiffe Northern Crusader, Viking Athene, Viking Avant, Viking Dynamic, Viking Energy, Viking Lady, Viking Queen, Viking Surf, Viking Thaumas und Viking Troll.
Als Unterwasserarbeitsschiffe betreibt Eidesvik die Acergy Viking, Subsea Viking, Viking Forcados und Viking Poseidon.
Die Schiffe für seismologische Meeresforschung sind Geo Searcher, Oceanic Viking, TBN XBow SX120, Veritas Vantage, Veritas Viking, Viking II, Viking Vanquish und Viking Vision.

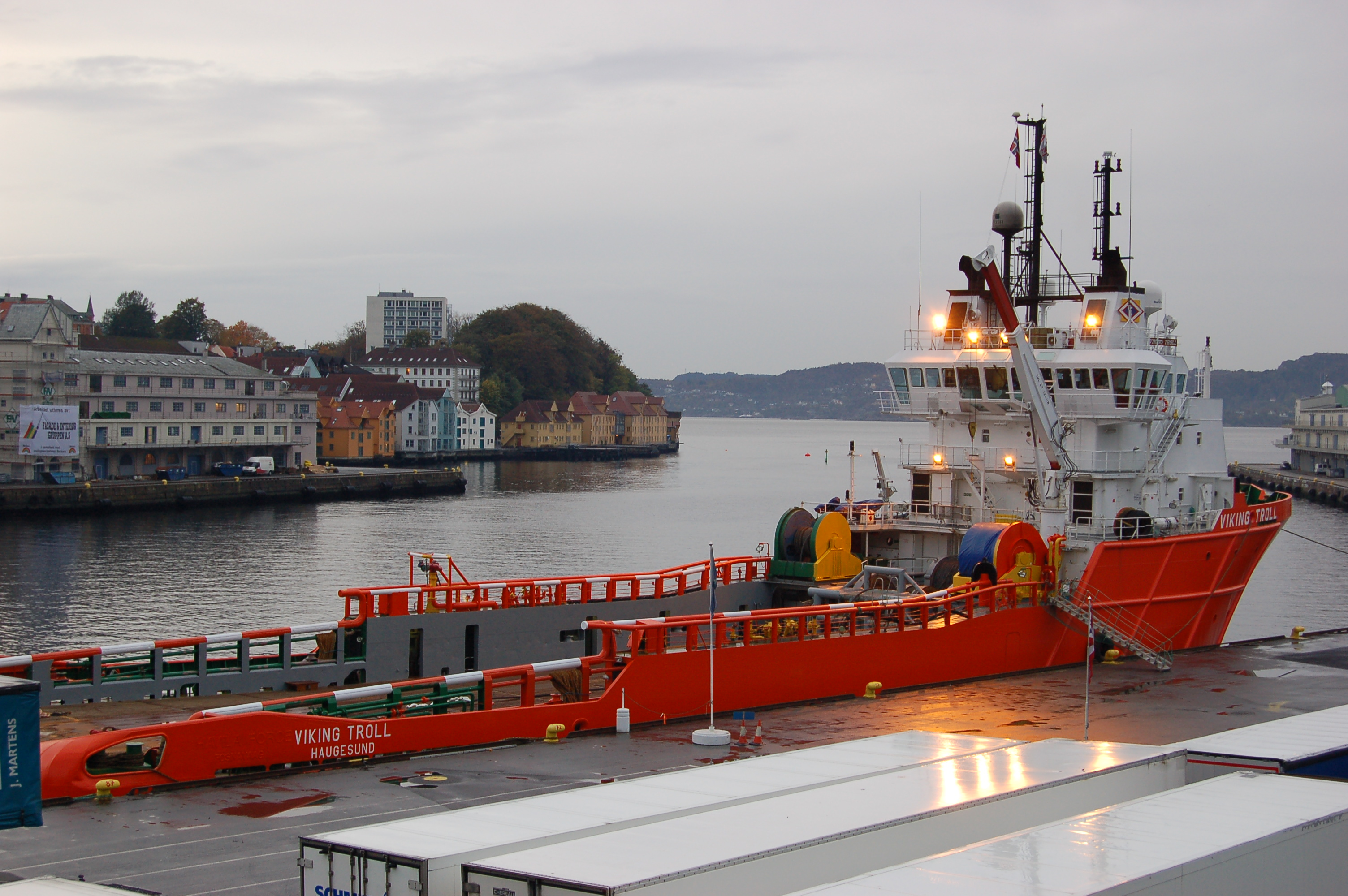
Die Viking Troll in Bergen
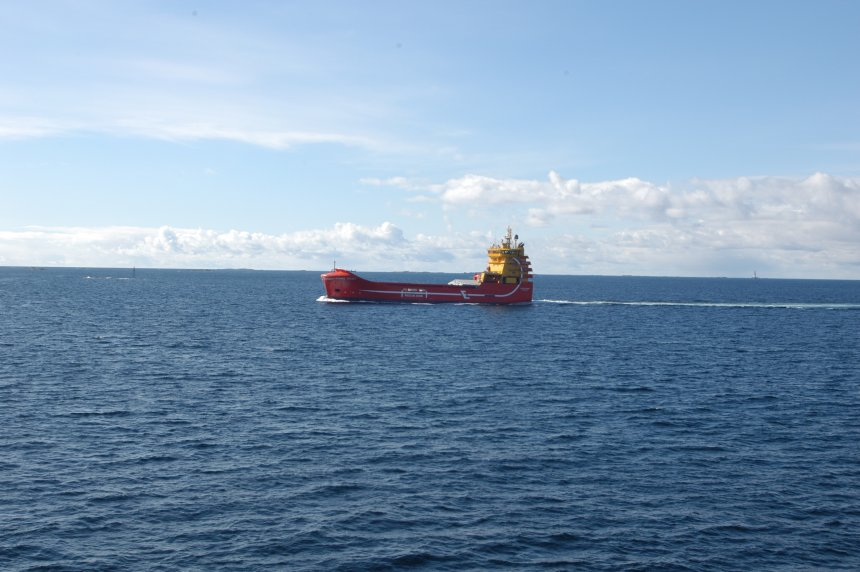
Die Viking Avant